# Douzième circonscription de la préfecture de Hyōgo
La douzième circonscription de la préfecture de Hyōgo (兵庫県第12区, Hyōgo-ken dai-jūni-ku) est l'une des douze circonscriptions législatives que compte la préfecture de Hyōgo au Japon.

## Description géographique
Entre 1994 et 2013, la douzième circonscription de la préfecture de Hyōgo regroupait les villes d'Aioi, Tatsuno et Akō et les districts de Shikama (ja), Kanzaki, Ibo, Akō, Sayō et Shisō (ja).
Depuis 2013, elle comprend les villes d'Aioi, Akō, Shisō et Tatsuno, la moitié nord de la ville de Himeji et les districts de Kanzaki, Ibo, Akō et Sayō,.

## Députés
| Législature | Début de mandat | Fin de mandat | Député élu         | Parti politique | Parti politique |
| ----------- | --------------- | ------------- | ------------------ | --------------- | --------------- |
| 41e         | 1996            | 2000          | Saburō Kōmoto (ja) |                 | PLD             |
| 42e         | 2000            | 2003          | Tsuyoshi Yamaguchi |                 | SE              |
| 43e         | 2003            | 2005          | Saburō Kōmoto      |                 | PLD             |
| 44e         | 2005            | 2009          | Saburō Kōmoto      |                 | PLD             |
| 45e         | 2009            | 2012          | Tsuyoshi Yamaguchi |                 | PDJ             |
| 46e         | 2012            | 2014          | Tsuyoshi Yamaguchi |                 | PDJ             |
| 47e         | 2014            | 2017          | Tsuyoshi Yamaguchi |                 | SE              |
| 48e         | 2017            | 2021          | Tsuyoshi Yamaguchi |                 | PLD             |
| 49e         | 2021            | 2024          | Tsuyoshi Yamaguchi |                 | PLD             |
| 50e         | 2024            | -             | Tsuyoshi Yamaguchi |                 | PLD             |